# Hundhamra
Hundhamra est un site archéologique de l'âge du fer germanique et du Moyen Âge situé dans la commune de Botkyrka en banlieue de Stockholm, dans le Comté de Stockholm, en Suède. Il s'agit d'un domaine royal depuis au moins le Moyen-Âge, la plus ancienne mention du site étant la chronique d'Erik au XIVe siècle. Mais ses origines sont plus anciennes, tel qu'en témoignent les tumuli et les ruines d'un fort datés de la fin du VIIe siècle au début du VIIIe siècle. Un des tumulus est particulièrement notable, avec ses 6 m de haut et 46 m de diamètre, ce qui en fait le deuxième plus grand tumulus du Södermanland. Les fouilles ont révélé que la tombe contenait les cendres de plusieurs individus et de nombreux objets de valeur, incluant des objets en or et/ou en argent. Tous ces éléments indiquent qu'Hundhamra était probablement déjà un domaine royal à cette époque. De plus, certains historiens supposent que le domaine était associé au site de Helgö qui était l'un des principaux ports marchands de la région entre le Ve siècle et le VIIIe siècle, de la même façon que Hovgården fut durant l'âge viking le domaine royal associé à Birka (voir Birka et Hovgården). Au début du XVIIe siècle, le site de Norsborg fut séparé du domaine de Hundhamra, et plus tard le château de Norsborg y fut construit.

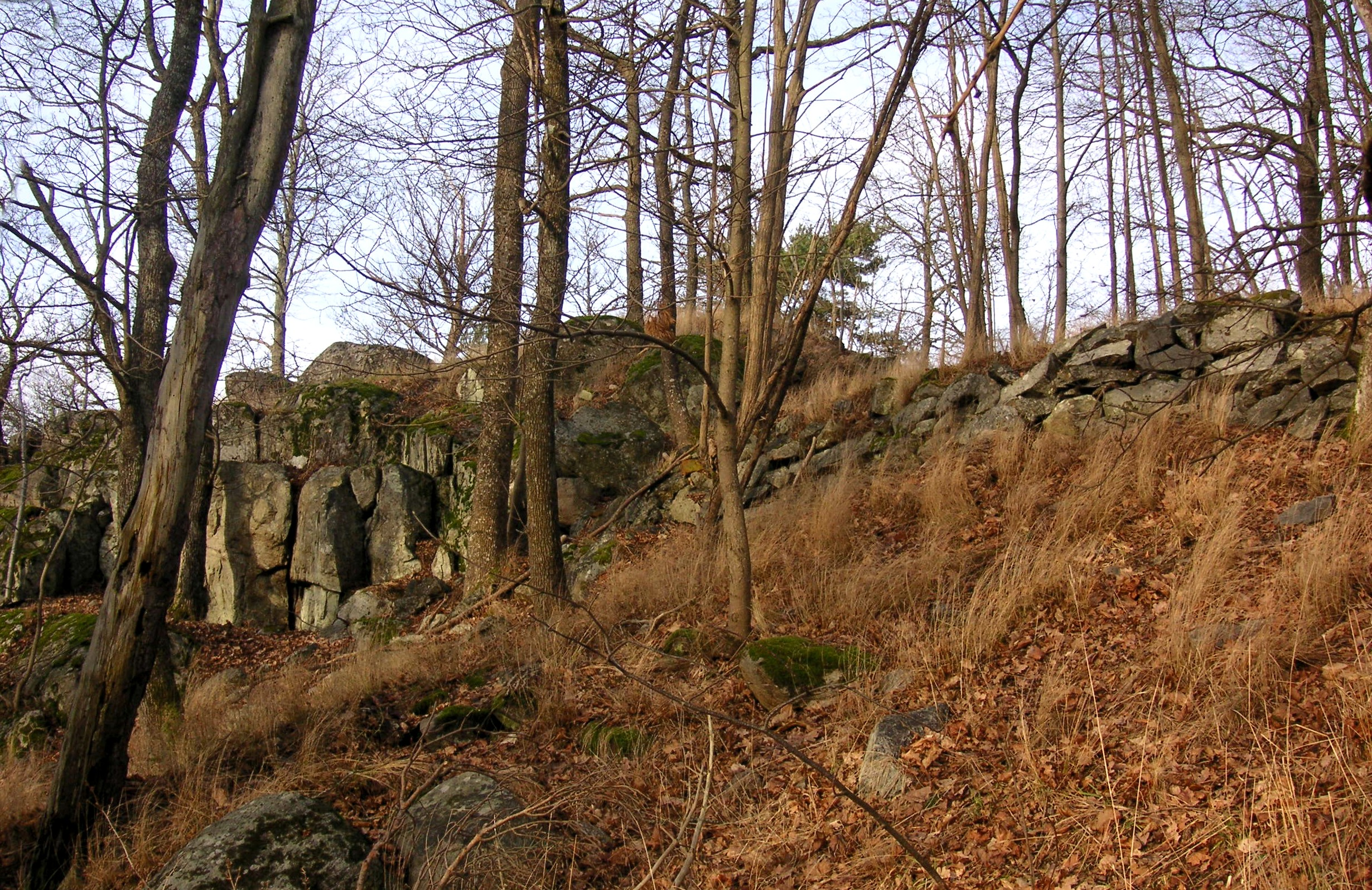
Ruines du fort de l'âge du Fer.
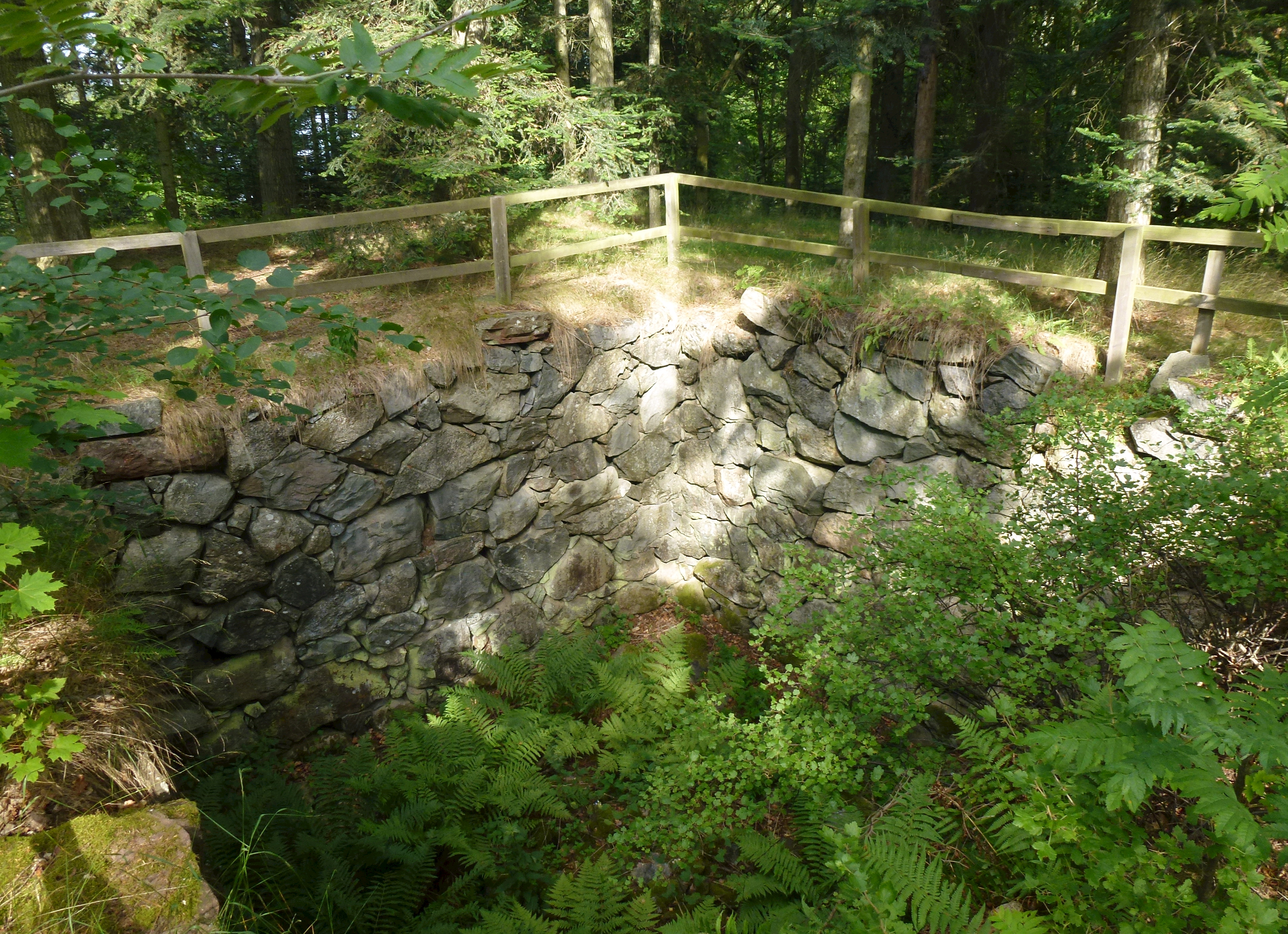
Ruines d'un bâtiment médiéval, peut-être une tour fortifiée